# Несущий винт

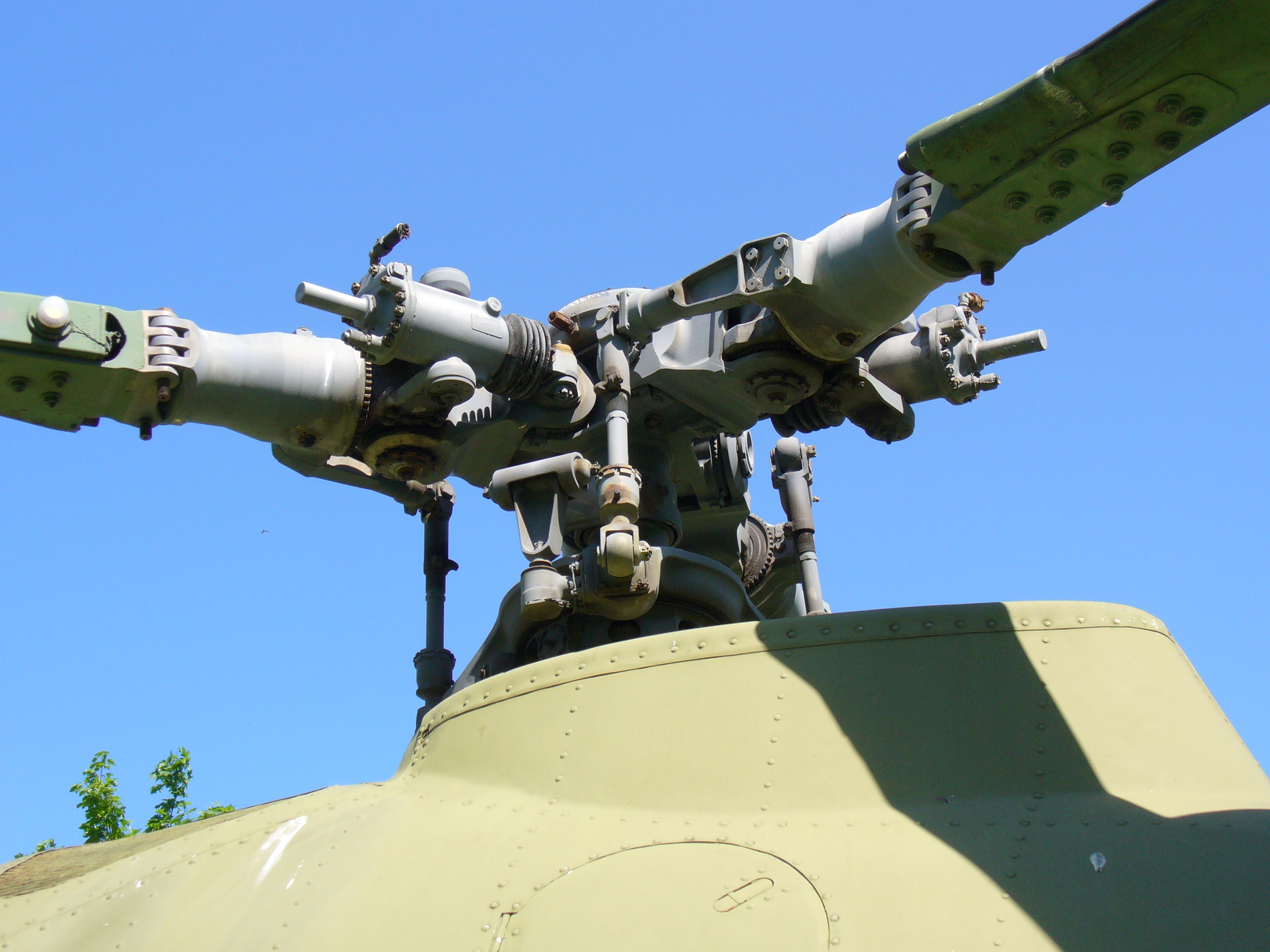
Несущий винт вертолёта Ми-2

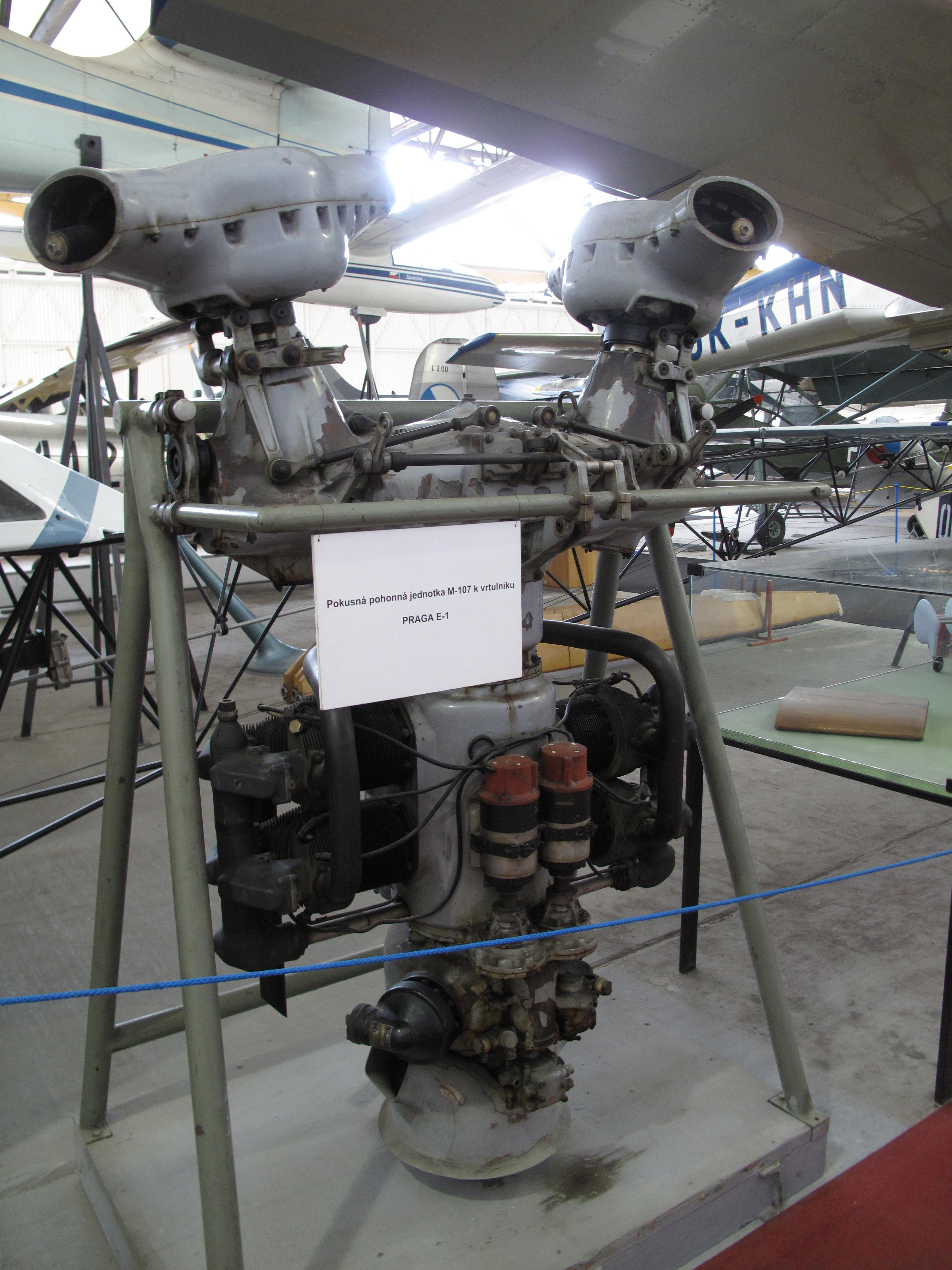

Несущий (основной) винт — воздушный винт с вертикальной осью вращения, обеспечивающий подъёмную силу  (как правило, вертолётам), позволяющий выполнять управляемый горизонтальный полёт и совершать посадку. Основная функция такого винта — «нести» летательный аппарат, что и отражено в названии. Также его весьма часто называют просто ротором.
Кроме вертолётов, несущие винты имеются у автожиров, винтокрылов, конвертопланов и у летающих платформ.

## Описание
Главное отличие несущих винтов от маршевых винтов — способность быстро изменять общий и/или циклический шаг. Несущий винт вертолёта в общих чертах состоит из лопастей, втулки и шарниров.
Система управления несущим винтом состоит из автомата перекоса, соединённого с осевыми шарнирами лопастей несущего винта при помощи тяг (элементов, передающих поступательное движение). Поворот лопасти в осевом шарнире вызывает изменение угла установки лопасти.

Угол установки лопасти

Углом установки лопасти называется угол между хордой лопасти и конструктивной плоскостью вращения. Чем больше этот угол, тем большую подъёмную силу обеспечивает лопасть несущего винта.
Перемещение тарелки автомата перекоса вверх/вниз вдоль вала несущего винта приводит к одновременному изменению углов установки всех лопастей, тем самым регулируется подъемная сила винта и, соответственно, высота висения(полёта) летательного аппарата.
Данное изменение называется общим шагом винта.

Наклон тарелки автомата перекоса относительно корпуса летательного аппарата называется циклическим шагом и позволяет управлять аппаратом в продольно-поперечной плоскости (тангаж-крен).
Частота вращения несущего винта, как правило, постоянна, а изменение нагрузки на винте автоматически компенсируется соответствующим изменением мощности двигателей.
Существуют системы управления, в которых отсутствуют осевые шарниры лопастей. Например, в моделях радиоуправляемых вертолётов изменяется наклон вращения всего винта, а не отдельных лопастей.
В вариантах несущих винтов с сервозакрылками (синхроптеры фирмы Kaman Aircraft) изменяется угол установки закрылков, расположенных на задней кромке лопастей.
Участки лопасти, расположенные ближе к оси вращения и, соответственно, описывающие окружности меньшего радиуса, имеют меньшую линейную скорость относительно воздуха и создают пропорционально меньшую подъёмную силу. Для уменьшения этого эффекта лопасть закручивают таким образом, что её угол установки плавно увеличивается по мере приближения к оси вращения, что позволяет участкам с меньшим радиусом вращения обеспечивать большую подъёмную силу. Крутка лопастей (разница между углом установки участков в корне и на конце лопасти) может составлять 6-12°.
Соединение лопастей с валом может быть шарнирным, жёстким, полужёстким и упругим. При шарнирном и упругом соединении плоскость вращения несущего винта не может быть отклонена относительно фюзеляжа вертолёта, в отличие от полужёсткого соединения.
Несущий винт может иметь от двух до восьми лопастей. Лопасти могут быть деревянными, цельнометаллическими и композитными (стеклопластиковыми). Композитные лопасти по сравнению с цельнометаллическими менее трудоёмки в изготовлении, обладают значительно большими ресурсом, надёжностью и коррозионной стойкостью.
Нередко лопасти выполняют пустотелыми и закачивают внутрь лопасти газ или воздух под давлением. Падение давления внутри лопасти, измеряемое специальным датчиком, сигнализирует о её повреждении.
Для уменьшения габаритов вертолёта на стоянке или при базировании в ангарах, на авианесущих кораблях и вертолётоносцах применяются складываемые несущие винты. Складывание может осуществляться вручную или автоматически.
Для снижения уровня вибрации, передаваемой от несущего винта на фюзеляж, на его втулке или лопастях устанавливаются маятниковые виброгасители. Для защиты от обледенения лопасти винта оборудуются противообледенительными системами.
Существуют различные схемы вертолётов.

Большинство вертолётов в мире выполнено по «классической» схеме с одним несущим винтом и рулевым винтом на хвостовой балке. Существуют вертолёты с двумя несущими соосными винтами противоположного вращения, без рулевого винта (Ка-25, Ка-27, Ка-50). Для таких машин применяется термин «соосный несущий винт», при этом различают «верхний» и «нижний» винты.

В зависимости от положения несущего винта в потоке воздуха различают два основных режима работы: режим осевого обтекания, когда ось втулки винта расположена параллельно набегающему невозмущённому потоку (висение), и режим косого обтекания, при котором поток воздуха набегает на несущий винт под углом к оси втулки.
Существует проект фиксируемого в полёте несущего винта, так называемый X-Wing, устанавливаемый на вертолёте Sikorsky S-72.
Несущий винт, заключённый в кольцевой канал, называют импеллером, такая конструкция увеличивает мощность винта и уменьшает шум, однако при этом увеличивается вес несущей конструкции.
Существуют также проекты несущего винта с дисковым крылом, например «Discrotor» Фирмы Boeing или Вертолёт Эллехаммера. В проекте «Discrotor» лопасти несущего винта телескопические, во время полёта лопасти могут убираться внутрь дискового крыла.

## Вибрации
При вращении несущего винта возникают вибрации, которые могут вызывать преждевременный выход из строя приборов, оборудования, и даже приводить к разрушению летательного аппарата. К появлению вибрации относятся такие явления, как земной резонанс, флаттер и вихревое кольцо.

### Земной резонанс

Смещение центра масс винта, вызванное поворотом лопастей в вертикальных шарнирах (1 — положение центра масс до поворота лопастей, 2 — после поворота лопастей).

Этому явлению подвержены летательные аппараты, у которых лопасти несущего винта крепятся ко втулке посредством шарнирного соединения. Центр масс лопастей нераскрученного винта находится на его оси вращения. При вращении винта лопасти могут поворачиваться в своих вертикальных шарнирах, и их общий центр масс оказывается смещённым в сторону от оси вращения, что приводит к колебаниям втулки винта в горизонтальной плоскости. При совпадении гармоник этих колебаний и собственных колебаний вертолёта, стоящего на земле на упругом шасси, возникают неконтролируемые колебания вертолёта — земной резонанс.
Земной резонанс можно подавить, введя демпфирование как в вертикальном шарнире, так и в амортизационной стойке шасси вертолёта. Более благоприятные условия для создания земного резонанса создаются при пробеге вертолёта по земле.

### Флаттер
Флаттером называют самовозбуждающиеся колебания лопастей несущего винта, происходящие за счёт энергии воздушного потока и приводящие к быстрому нарастанию амплитуды махового движения. Флаттер особенно опасен для соосной схемы, так как из-за этого эффекта происходит перехлёст лопастей. Для избежания флаттера в лопасти несущего винта устанавливается противофлаттерный груз, а на втулке маятниковые виброгасители. На вертолётах с шарнирным и упругим типом соединения лопастей признаком появления флаттера во время полёта является «размывание» конуса несущего винта.

### Вихревое кольцо

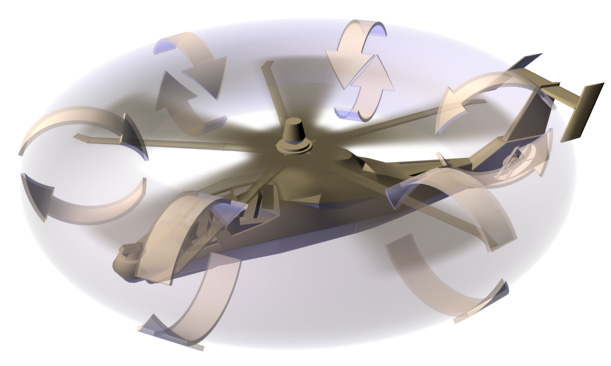
Вихревое кольцо

Вихревое кольцо — критический режим полёта вертолёта, развивающийся при быстром снижении с малой поступательной скоростью. Характеризуется резкой потерей высоты и ослаблением реакции вертолёта на перемещение органов управления.
Вертолёт резко увеличивает скорость снижения; вследствие турбулентного состояния потока в вихревом кольце возникает тряска вертолёта, ухудшается устойчивость и управляемость.

## Схемы крепления лопастей
Лопасти несущего винта крепятся к втулке, свободно вращающейся вокруг вала вертолёта. Существует следующие основные виды таких соединений.

### Шарнирное соединение

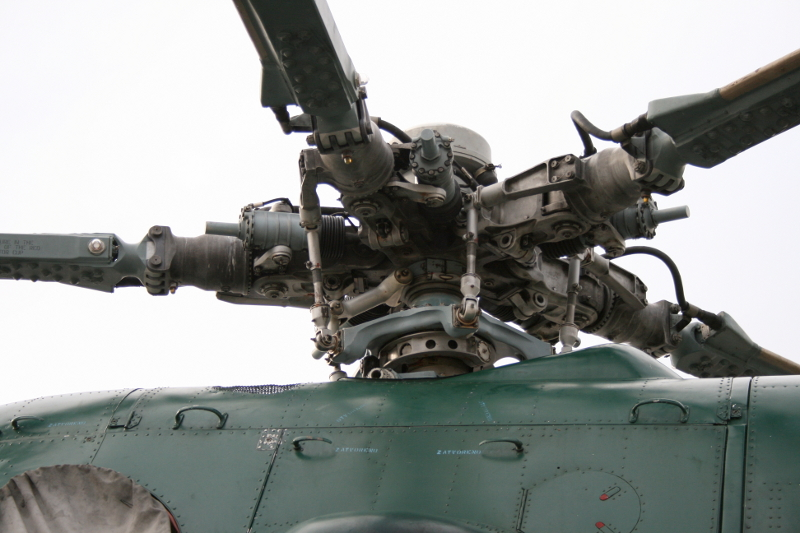
Шарнирное соединение на Ми-8

При шарнирном соединении, изобретённом Хуаном де Ла Сьерва, лопасти крепятся к корпусу втулки последовательно через осевой, вертикальный и горизонтальный шарниры. Благодаря шарнирному сочленению лопастей с корпусом втулки значительно снижаются переменные напряжения в элементах несущего винта и уменьшаются передающиеся от винта на фюзеляж вертолёта моменты аэродинамических сил.
Горизонтальные шарниры обеспечивают возможность махового движения лопастей вверх-вниз; вертикальные позволяют лопастям совершать колебания в плоскости вращения, возникающие под действием переменных сил лобового сопротивления и сил Кориолиса, появляющихся при колебаниях лопасти относительно горизонтального шарнира; осевые шарниры предназначены для изменения углов установки лопастей.
Во время полёта на вертолётах с шарнирным соединением можно увидеть, что лопасти в воздухе описывают не круг, а фигуру в виде воронки или конуса.

### Упругое (бесшарнирное) соединение

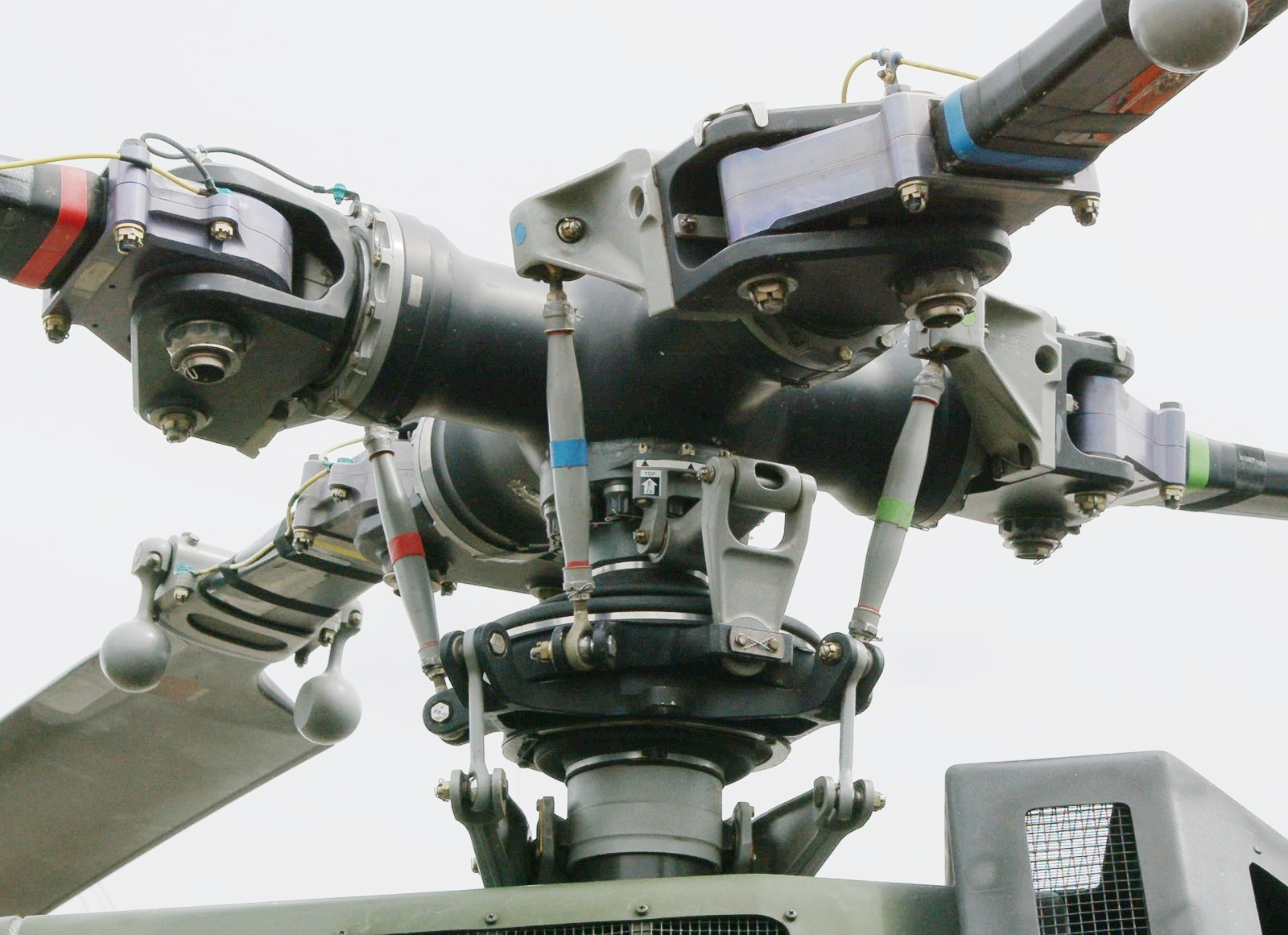
Упругое соединение на MBB Bo 105

Роль вертикального и горизонтального шарнира при таком соединении играет упругий элемент, изготовленный из композитных материалов, или торсион.
Это позволяет по сравнению с шарнирным соединением уменьшить число деталей, уменьшить трудоёмкость обслуживания, устранить необходимость смазывания и увеличить ресурс несущего винта в 3—10 раз.
На несущем винте с таким соединением может быть значительно повышена эффективность управления по сравнению с шарнирным, что способствует увеличению манёвренности вертолёта, к тому же уменьшается явление «земного резонанса».

### Полужёсткое соединение

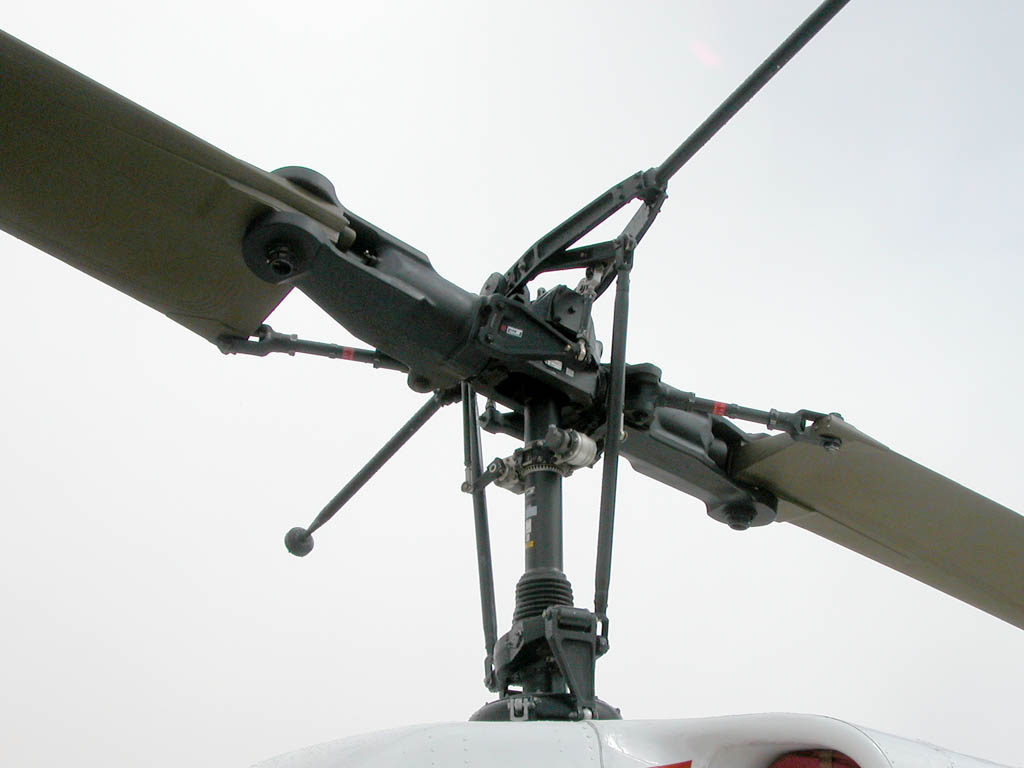
Полужёсткое соединение лопастей вертолёта фирмы Bell

При такой схеме две лопасти винта жёстко крепятся к центральной втулке по типу качелей (коромысла): когда одна лопасть совершает маховое движение вверх, другая совершает симметричное движение вниз.
Лётчик, изменяя положение ручки управления вертолётом, тем самым изменяет положение всей плоскости вращения несущего винта.
Вертолёт с полужёсткой втулкой несущего винта обладает хорошими характеристиками управляемости. Важным преимуществом такой схемы является её простота (отсутствие высоконагруженных подшипников в шарнирах, демпферов и центробежных ограничителей свеса лопастей), облегчающая и удешевляющая изготовление винта и обслуживание его в эксплуатации. Вертолёты с полужёсткой схемой серийно производят фирмы Bell и Robinson.

### Жёсткое соединение
Лопасти винта жёстко крепятся к втулке, установленной на приводном валу, с использованием только осевого шарнира.
Такая схема является самой простой, но в то же время наиболее подверженной разрушительным вибрациям. К тому же такая схема обладает повышенной массой по сравнению с шарнирным соединением.
Стоит отметить, что переменные нагрузки на лопасти несущего винта в этом случае могут быть уменьшены за счёт гибкости самих лопастей.
Жёсткое соединение применяется в воздушных винтах самолётов и до изобретения Хуаном де Ла Сьерва шарнирного соединения использовалось на всех экспериментальных вертолётах начала XX века.
В настоящее время такое соединение можно найти в несущих винтах вертолёта Sikorsky X2.

## Динамика несущего винта в полёте

Схема зон несущего винта во время полёта

Распределение скоростей участков лопастей несущего винта в полёте на азимутах 90° и 270°. ω — угловая скорость вращения винта, R — длина лопастей, R•ω — окружная скорость конца лопасти

При поступательном движении вертолёта в горизонтальной плоскости несущий винт обтекается встречным воздушным потоком. В случае его вращения по часовой стрелке лопасть, находящаяся слева по направлению полёта, движется навстречу воздушному потоку (наступающая лопасть), а находящаяся справа — попутно ему (отступающая лопасть). Соответственно, скорость наступающей лопасти относительно набегающего воздуха выше, чем скорость отступающей, и максимальна на азимуте 90°. Поскольку сопротивление воздуха и подъёмная сила пропорциональны скорости, наступающая лопасть создаёт большую подъёмную силу и испытывает большее сопротивление.
Линейная скорость пропорциональна расстоянию от оси вращения и, соответственно, максимальна на концах лопастей. При определённых значениях угловой скорости вращения винта линейная скорость концевых участков наступающей лопасти приближается к скорости звука, в результате чего на этих участках развивается волновой кризис. Напротив, скорость ряда участков отступающей лопасти относительно воздуха настолько мала, что на них происходит срыв потока, а участки, расположенные ещё ближе ко втулке, попадают в зону обратного обтекания (профиль лопасти обтекается воздухом с острой части, что создаёт обратную подъёмную силу).
Лопасти несущего винта, попадающие в зоны срыва потока и волнового кризиса, характеризуются увеличением вибраций и резким снижением подъёмной силы. Противодействовать срыву потока можно увеличением угловой скорости вращения несущего винта, однако при этом увеличивается зона волнового кризиса. Негативное влияние зоны волнового кризиса можно уменьшить, применив специальные законцовки лопастей винта — например, стреловидные.
Поскольку наступающие лопасти создают большую подъёмную силу, чем отступающие, для сохранения баланса подъёмных сил разных участков несущего винта существует механизм компенсации. Механизм основан на применении горизонтального шарнира и осевого шарнира, жёстко соединённого с автоматом перекоса.
Во время полёта лопасть находится под углом к обтекаемому воздушному потоку, возникаемое сопротивление воздуха приводит к взмаху лопасти вверх. Так как осевой шарнир соединён с автоматом перекоса, то при взмахе лопасти вверх происходит поворот лопасти в сторону уменьшения угла между лопастью и воздушным потоком. Уменьшение этого угла приводит к уменьшению подъёмной силы лопасти.
И наоборот, при уменьшении скорости обтекаемого воздушного потока лопасть опускается вниз, увеличивается угол установки лопасти, увеличивается подъёмная сила.